# Irish Open 1963
Die Irish Open 1963 waren die 50. Austragung dieser internationalen Meisterschaften von Irland im Badminton. Sie fanden in Cork statt.

## Titelträger
| Disziplin    | Sieger                           |
| ------------ | -------------------------------- |
| Herreneinzel | Colin Beacom                     |
| Dameneinzel  | Ursula Smith                     |
| Herrendoppel | Tony Jordan Peter Waddell        |
| Damendoppel  | Brenda Parr Jennifer Pritchard   |
| Mixed        | Kenneth Derrick Margaret Barrand |

## Finalresultate
| Disziplin    | Sieger                           | Finalist                    | Ergebnis          |
| ------------ | -------------------------------- | --------------------------- | ----------------- |
| Herreneinzel | Colin Beacom                     | Trevor Coates               | 15–9, 15–11       |
| Dameneinzel  | Ursula Smith                     | Mary O'Sullivan             | 11–2, 11–3        |
| Herrendoppel | Tony Jordan Peter Waddell        | Trevor Coates Hugh Findlay  | 15–10, 15–10      |
| Damendoppel  | Brenda Parr Jennifer Pritchard   | Angela Bairstow Iris Rogers | 15–9, 15–10       |
| Mixed        | Kenneth Derrick Margaret Barrand | W. C. E. Rogers Iris Rogers | 15–9, 4–15, 15–11 |